# Ngering
Ngering is een bestuurslaag in het regentschap Klaten van de provincie Midden-Java, Indonesië. Ngering telt 3215 inwoners (volkstelling 2010).